# Yuanchuavis
Yuanchuavis (лат.) — род энанциорнисовых птиц из семейства Pengornithidae, обитавших во времена раннемеловой эпохи (130—121 млн лет назад) на территории современного Китая. Включает единственный вид — Yuanchuavis kompsosoura.

## Этимология
Родовое название Yuanchuavis означает «птица Юаньчу». Оно дано в честь Юаньчу — птицы из китайской мифологии, напоминающей феникса.
Видовое название kompsosoura (буквально — элегантный хвост) дано из-за необычного типа хвостового оперения животного.

## Описание
По размеру был сравним с современной сойкой. Из-за неполноты ископаемых остатков установить размах крыльев не предоставляется возможным. Длина тела птицы от кончика клюва до клоаки составляла 23 сантиметра. Хвостовое оперение состояло из восьми перьев. Длина самых длинных двух центральных хвостовых перьев оценивается в 30 сантиметров, что в 1,3 раза больше длины самого тела животного. Палеонтологи сделали вывод, что данное оперение могло быть только у самцов и нести только лишь эстетический характер, подобно оперению некоторых птиц из семейства нектарницевых. Интересно, что данный тип оперения уже ранее встречался у других представителей энанциорнисовых птиц. Так, в 2015 году вышла статья, в которой подробно описан образец из штата Сеара (Бразилия) UFRJ-DG 031Av, принадлежащий молодой особи Cratoavis cearensis. Этот образец имеет хвостовые перья, чья длина (8 сантиметров) также превышает длину 6-тисантиметрового тела животного.
В ходе изучения хвостового оперения установлено, что два длинных центральных пера Yuanchuavis были тёмного цвета, то время как шесть окружавших их перьев были более светлыми.

## Палеоэкология
Возможно, Yuanchuavis мог питаться насекомыми и/или некоторыми частями растений.
Голотип (IVPP V27883) обнаружен в породах аптской формации Цзюфотан. В этой формации найдено огромное количество остатков энанциорнисовых птиц: Brevirostruavis, Rapaxavis, Longipteryx и других. Также здесь же были обнаружены остатки птерозавров, в том числе вида Sinopterus — тапеярида, найденного за пределами Южной Америки.
Также Yuanchuavis вполне мог жить одновременно с такими видами, как микрораптор, джехолорнис, конфуциусорнис и некоторыми видами из рода пситтакозавров.